# Joseph Elmer Ritter
Joseph Elmer Ritter, né le 20 juillet 1892 à New Albany (Indiana) et mort le 10 juin 1967 à Saint-Louis) (Missouri), est un cardinal américain de l'Église catholique du XXe siècle, créé par le pape Jean XXIII en 1961. 

## Biographie

### Jeunesse et famille
Joseph Elmer Ritter est né le 20 juillet 1892 à New Albany dans l'État de l'Indiana. Il est le quatrième des six enfants de Nicholas et de Bertha Ritter. Son père possédait une boulangerie. Ses deux parents sont les descendants d'immigrants allemande. 

### Prêtre du diocèse d'Indianapolis
Il est ordonné prêtre le 30 mai 1917. 
Après son ordination, Joseph Elmer Ritter fait du travail pastoral dans le diocèse d'Indianapolis.

### Évêque puis archevêque d'Indianapolis
Ritter est élu évêque titulaire d'Hippos (de) et nommé évêque auxiliaire d'Indianapolis en 1933, puis est nommé évêque d'Indianapolis en 1934.
Il est promu archevêque d'Indianapolis par le pape Pie XII lors de l'élévation du diocèse le 21 octobre 1944 et installé comme premier archevêque le 19 décembre.

### Archevêque de Saint-Louis
Il est transféré à l'archidiocèse de Saint-Louis en 1946.
Le pape Jean XXIII le crée cardinal lors du consistoire du 16 janvier 1961.